# Розбаркский народный костюм
Ро́збаркский наро́дный костю́м (также гужанский народный костюм, бытомский народный костюм, розбаркско-бытомский народный костюм; пол. strój rozbarski, strój górzański, strój rozbarsko-bytomski; сил. rozbarske ôblyczynie, gōrzańskie ôblyczynie, rozbarsko-bytōńskie ôblyczynie) — один из вариантов силезского народного костюма, который носили до 1930-х годов в Верхнесилезском промышленном регионе. Вместе с опольским и цешинским костюмами часто рассматривается как наиболее представительная народная одежда Верхней Силезии.
Среди прочих верхнесилезских народных костюмов розбаркский отличается длительной традицией ношения, широким распространением и сравнительно высокой степенью сохранности его типичных черт. Во многом под влиянием розбаркского костюма складывались элементы народных костюмов других регионов Верхней Силезии. Классическим вариантом народного костюма Бытомского региона считается костюм рубежа XIX и XX веков. С некоторыми изменениями классический вариант сохранился до нашего времени — народные костюмы (прежде всего женские) или их элементы всё ещё изредка встречаются у сельских жителей Бытомского региона как повседневная или праздничная одежда. Кроме этого, розбаркский традиционный костюм и его реплики используются на выступлениях местных фольклорных коллективов.
Описанию и изучению народной одежды Бытомского региона посвящены работы ряда польских этнографов, в частности, работы Б. М. Базелих. Типы розбаркского костюма и его детали представлены в коллекциях Музея Верхней Силезии города Бытома и Археологического и этнографического музея города Лодзи.

## Название и регион распространения
Название народного костюма Бытомского региона «розбаркский» происходит от названия селения Розбарк, ставшего в 1927 году частью города Бытома, некогда крупного центра силезской угледобывающей промышленности. Помимо «розбаркский» могут встречаться также такие названия этого костюма, как «бытомский» или «розбаркско-бытомский». По наименованию населяющей Бытомский регион силезской субэтнической группы гужан, иногда употребляется также название «гужанский народный костюм».
Регион, в котором было распространено ношение розбаркского народного костюма, охватывал окрестности Бытома, Пекары-Слёнске и некоторых других городов центра верхнесилезского промышленного региона. Восточная граница этого региона проходила по рекам Брыница и Пшемша, северная — по реке Мала-Панев, южная — в районе городов Миколув и Мысловице, а западная совпадала с восточной границей Рацибужья.

## Мужская одежда
Как и остальные силезские костюмы розбаркский включал повседневный и праздничный варианты. В повседневой розбаркской одежде мужчин к началу XX века различались сельская и городская разновидности. Крестьяне обычно носили белую льняную рубаху, брюки на шнурке или кожаном ремне, сапоги с высоким голенищем и соломенную широкополую шляпу. Костюм рабочего Бытомского региона включал чёрные или коричневые широкие вельветовые брюки, шерстяную куртку (чаще всего клетчатую), шейный платок, туфли и фуражку.
Традиционный праздничный костюм был единым для всех жителей Бытомского региона. Его надевали только по случаю больших торжеств. В основе состава, деталей и цветовой гаммы розбаркского костюма лежат образцы европейской модой второй половины XVIII века. В состав этого костюма входят:
- белая полотняная[~ 1] рубаха с украшенным мережкой отложным воротником;
- едбовка — разноцветный шёлковый платок, повязываемый под воротник;
- скужаки, еленёки — брюки из жёлтой замши, зашнурованные по низу штанин и заправленные в сапоги (их носили в основном зажиточные жители Бытомского региона);
- бизоки — брюки из тёмно-синего или чёрного сукна с красным кантом по бокам штанин (были элементом костюма более бедной части населения);
- кропы — кожаные сапоги с высоким голенищем;
- бруцлек — длинный жилет до бёдер из тёмно-синего или чёрного сукна, украшенный металлическими пуговицами, разноцветными шнурками из хлопковой или шерстяной ткани и красной окантовкой по бортам и клапанам карманов (надевался на рубаху);
- камузол — длинная куртка или пиджак с воротником-стойкой, надеваемый поверх бруцлека (изготавливался из тех же материалов того же цвета и с теми же украшениями, что и бруцлек);
- каня — чёрная фетровая шляпа с округлой тульей и широкими полями (кани в более поздних вариантах имели менее широкие и плотные поля)[8];
- площ — длинное ниже колен расклешённое зимнее пальто тёмно-синего цвета с отворотами на рукавах и воротником-стойкой[9];
- тхужувка — суконная или бархатная зимняя шапка тёмно-синего или чёрного цвета, отороченная мехом хорька[9].

## Женская одежда
Женский розбаркский костюм сложился под влиянием мещанской моды XIX века. Заимствованные элементы мещанской одежды изменялись жительницами окрестностей Бытома исходя из своих вкусовых предпочтений или соображений практичности. На основе изначально разных типов женского костюма постепенно по всему Бытомскому региону сложился единообразный стиль.

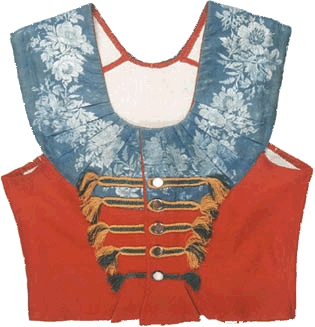
Вежхень (коллекция Музей Верхней Силезии в Бытоме, Бытом)

Повседневная женская одежда, сформировавшаяся до начала XX века, включала полотняную сорочку (цясноху), представляющую собой лиф на одной или двух бретелях, сшитый с юбкой, и короткую по пояс блузку (каботек) с рукавами до локтя, украшенную вышивками и кружевами, или же своеобразную комбинацию цяснохи и каботка — длинную блузку с короткими рукавами, дополняемую передником с яркими узорами. При выходе на улицу села женщины надевали белый накрахмаленный платок, который завязывали на затылке, и красные бусы.
В праздничной женской одежде выделяют два варианта, один из них предназначался для незамужних девушек, второй — для замужних женщин. Костюм девушек выделялся в основном цветовой гаммой деталей одежды (светлой — у девушек и тёмной — у замужних женщин) и типом головного убора. В состав праздничного костюма, который был распространён в первой половине XIX века, входят:
- кецка — надеваемое на каботек длинное платье, которое состоит из застёгивающегося спереди лифа (лайбика) с глубоким вырезом на груди, и сшитой с ним юбки (спудницы); для придания бёдрам большего объёма пояс кецки обычно собирался в складки, под кецку надевали ватную нижнюю юбку (ватувку) или несколько обычных нижних юбок, или же использовали ватную стёганую подкладку вокруг пояса (келбасу);
- вежхень — особый тип жилета, надеваемый на верхнюю часть кецки, который украшался в районе декольте широкой расшитой узорами лентой, собранной в складки, и в месте застёжек — позументами из золотых и синих или зелёных шнурков (девушки носили красный вежхень, а замужние женщины — тёмно-синий или чёрный)[12];
- мерынка — тонкий шерстяной платок с вышивкой в цветочных мотивах и бахромой[13].

К концу XIX века комплект женского народного костюма Бытомского региона несколько изменился, в него стали включаться:
- якля — свободная длинная блузка до бёдер с длинными рукавами, сужающимися к манжетам (материалом для их пошива были дамаст, простой шёлк, шерсть, бархат, кретон и фланель; в зависимости от назначения и типа ткани якли в различных вариациях украшались позументами, аппликациями и вышивками; летние якли, сшитые из фланели, кретона, пике или полотна, украшались позументами и кружевными вставками, на белых яклях выполнялась разноцветная вышивка в цветочных мотивах, чаще всего вышивались розы[15])[~ 3];
- фартук — как правило, длинный и широкий, сшитый из цветного шёлка или из другой цветной ткани (тип ткани мог различаться от предлагаемой в тот или иной период времени фабричной продукции и от возможности выбрать ткань по её цене, форма фартука могла различаться в зависимости от его назначения)[16];
- шпигель — наплечный турецкий платок, как правило, золотисто-жёлтый, золотисто-оранжевый или зелёно-золотистый с восточным орнаментом[17];
- пурпурка — красный полотняный платок на голову, завязываемый на затылке таким образом, чтобы углы платка выступали в стороны и вниз (пурпурка была расшита яркими узорами в цветочных мотивах)[18];
- чепец — головной убор замужних женщин, сшитый из белой ткани и украшенный широкой кружевной полосой по краям[19]; чепцы украшались длинной широкой лентой, спадающей на грудь, по цвету она всегда отличалась от основных деталей костюма[3];
- галанда — элемент праздничного наряда незамужних девушек — венец, сплетённый из искусственных цветов и бусин, украшенный спадающими на спину зелёными, голубыми или вишнёвого цвета лентами[20];
- миртовый венок — ещё один головной убор незамужних девушек, предназначенный для свадеб или иных праздничных торжеств — под венком надевалась основа в виде платка из белой ткани, который собирался в виде веера и закрывал уши;
- чулки — в XVIII — начале XIX века преобладали чулки красного цвета, позднее модными были чулки голубого или белого цвета;
- башмаки со шнуровкой — в XVIII — начале XIX века основной праздничной обувью были туфли.

Наиболее распространёнными украшениями у женщин были золотые серьги и красные или золотистые бусы в несколько рядов с крестом по центру на груди.